# Соколы (Высокомазовецкий повет)
Соко́лы (пол. Sokoły) — деревня в Польше, входит в состав Высокомазовецкого повета Подляского воеводства. Административный центр гмины Соколы. Находится примерно в 15 км к северо-востоку от города Высоке-Мазовецке. По данным переписи 2011 года, в деревне проживало 1513 человек. Есть неоготический костёл (1906—1912), деревянный кладбищенский костёл (1758).

## История
Населённый пункт появился в XIV веке. К концу XIX века посад Соколы входил в состав Мазовецкого уезда Ломжинской губернии. В 1856 году в Соколах насчитывалось 132 христианина и 1377 евреев. По переписи 1897 года было 2056 жителей, среди них 1723 еврея.